# Blacus cohibilis
Blacus cohibilis är en stekelart som beskrevs av Van Achterberg 1976. Blacus cohibilis ingår i släktet Blacus, och familjen bracksteklar. Inga underarter finns listade.